# Rakometen klub Metalurg Skopje
Pour les articles homonymes, voir Metalurg Skopje.
Ne doit pas être confondu avec Rakometen Klub Vardar Skopje.
Maillots
Le Rakometen klub Metalurg Skopje est un club macédonien de handball évoluant en première division du Championnat de Macédoine du Nord masculin de handball et en Ligue SEHA. Créé en 1971, il est l'un des principaux clubs de handball de Macédoine avec son rival, le Vardar Skopje.

## Histoire

### Les débuts en Yougoslavie
Le club a été fondé en 1971 par le patronage des usines d'acier de Skopje, les premières équipes étaient donc composées d'employés issus de ces usines tels que Nikola Bogdanovski. Le club joue son premier match officiel face au RK Pirin, remporté 22 à 14.
Trois ans plus tard, en 1974, le Metalurg fonde son école de jeunes en 1974, soit trois ans après sa création.

### En Macédoine: dans l'ombre de Bitola puis du Vardar
Après la dissolution de la Yougoslavie en 1992 qui fait apparaitre la Macédoine sur les cartes, le club connait pour la première fois le haut niveau en prenant part au championnat national nouvellement créé.
Les premières années, le Metalurg, tout comme les autres clubs, subit la domination du RK Pelister Bitola qui remporte plusieurs sacres, seuls le RK Borec Veles et le RK Prespa Resen parvenant à déjouer la mainmise de Bitola.
Malgré tout, le club se qualifia pour sa première campagne européenne, la Coupe des Villes de 1993. Opposé aux belges du HC Herstal-Liège au premier tour de la compétition, le Metalurg s'incline 21 à 22 en Belgique mais remporte la rencontre retour 29 et 19 et se qualifie donc pour le deuxième tour. Le club rencontre alors les croates du HRK Karlovac mais se fait battre de peu puisque le Metalurg s'incline sur un score total de 38 à 39 (21-13;18-25).
Par la suite, c'est un autre club de la ville, le RK Vardar Skopje, qui accumule les titres de Champion de Macédoine ainsi que ceux de la Coupe de Macédoine, mais le RK Metalurg Skopje continue à enchaîner les parcours européens.

### Metalurg et Vardar au pouvoir
Puis la saison 2005/2006 est historique pour le club qui décroche enfin le sacre de Champion de Macédoine et réalise même le doublé en remportant la Coupe de Macédoine.
Par la suite, le club continue sur sa lancée et réussit à tenir tête au RK Vardar Skopje, les deux clubs remportant tour à tour le championnat et la Coupe de Macédoine. Par conséquent, le Metalurg remporte 5 autres fois le Championnat (lors des saisons 2007/2008, 2009/2010, 2010/2011, 2011/2012 et 2013/2014) mais aussi 4 nouvelles fois la Coupe de Macédoine (lors des saisons 2008/2009, 2009/2010, 2010/2011 et 2012/2013).
On peut également citer quelques campagnes européennes telles que lors de la saison 2006/2007 où le club réussit à se hisser jusqu'en quart de finale de la Coupe de l'EHF mais est éliminé par les slovènes du RK Cimos Koper sur un total de 46 à 55 (27-24;19-31). La saison suivante, le club atteint à nouveau un quart de finale, mais cette fois-ci en Coupe des coupes, où le club est éliminé par les suisses du ZMC Amicitia Zürich sur un total de 54 à 53 (31-29;23-24).
Mais depuis, avec son statut de leader de Macédoine, partagé avec le Vardar, le Metalurg participe de plus en plus à la prestigieuse Ligue des champions où il réalise deux très beaux parcours, lors des saisons 2012/2013 et 2013/2014 où le club atteint en quart des finale de ces deux éditions, éliminé respectivement par les Polonais du KS Kielce sur un total de 40 à 53 (25-27;15-26) puis par les Allemands du THW Kiel sur un total de 47 à 65 (21-31;26-34).

### La Ligue SEHA
Depuis la saison 2011/2012, le club participe donc à la Ligue SEHA, défiant donc les meilleurs clubs de Serbie, de Slovaquie, de Biélorussie, de Macédoine, de Bosnie-Herzégovine, du Monténégro ou encore de Hongrie.
Ainsi le Metalurg finit quatrième lors de la saison 2011/2012 et est donc qualifié pour le Final Four. Opposé en demi-finale aux deuxième du classement, les Slovaques du HT Tatran Prešov, le Metalurg remporte la rencontre 26 à 25 et se qualifie donc pour la finale où il s'incline face son rival, le RK Vardar Skopje, sur le score de 18 à 21.
La deuxième édition de cette ligue s'est conclue par une très belle deuxième place lors de la saison régulière, synonyme de qualification pour le Final Four. Le club affronte alors le quatrième du classement, le RK Vardar Skopje mais doit s'incliner 21 à 22. Dans le match pour la troisième place,le Metalurg s'impose 21 à 26 face au club biélorusse du HC Meshkov Brest.
Pour la saison 2013/2014, le club termine à la cinquième place, à neuf point du quatrième, et ne se qualifie donc pas pour le Final Four .

## Palmarès
Le tableau suivant récapitule les performances du RK Metalurg Skopje dans les diverses compétitions macédoniennes et européennes.
| Compétitions internationales                                | Compétitions nationales |
| - Ligue SEHA : - finaliste en 2012 - demi-finaliste en 2013 | - Championnat de Macédoine du Nord - Vainqueur (6) : 2006, 2008, 2010, 2011, 2012, 2014 - Coupe de Macédoine du Nord - Vainqueur (6) : 2006, 2009, 2010, 2011, 2013, 2019 |

## Effectif pour la saison 2020-2021
L'effectif est, :

## Personnalité liée au club

### Joueurs
Parmi les anciens joueurs du club, on trouve :
- Petar Angelov : de 2010 à 2013
- Pavel Atman : de 2013 à 2015
- Danilo Brestovac : de 2008 à 2011
- Luka Cindrić : de janvier 2014 à 2015
- Goce Georgievski : de 2003 à 2015
- Miladin Kozlina : de 2011 à 2013
- Dejan Manaskov : de 2008 à février 2015
- Naumče Mojsovski : de 2009 à 2014
- Filip Mirkulovski : de 2003 à 2004 et de 2005 à 2015
- Borko Ristovski : de 2003 à 2006 et de 2007 à 2010
- Darko Stanić : de 2011 à novembre 2014
- Stojanče Stoilov : de 2006 à 2011
- Filip Taleski : de 2009 à 2017
- Renato Vugrinec : de 2012 à 2015

### Entraineurs
- Jovica Cvetković (en)
- Lino Červar : de 2009 à 2017
- Danilo Brestovac (en) : 2018-2019
- Zoran Kastratović (en) : 2020
- Oliver Dimitrioski (en) : depuis novembre 2020